# Andrea Tonti
Andrea Tonti (Osimo, 16 februari 1976) is een Italiaans voormalig wielrenner. Hij was beroepsrenner tussen 1999 en 2010.

## Belangrijkste overwinningen
2006
- 2e etappe Euskal Bizikleta
- GP Fred Mengoni

## Resultaten in voornaamste wedstrijden
| Jaar | Ronde van Italië | Ronde van Frankrijk | Ronde van Spanje |
| ---- | ---------------- | ------------------- | ---------------- |
| 2000 | 23e              |                     |                  |
| 2001 |                  |                     | 136e             |
| 2003 | 54e              |                     |                  |
| 2004 | 29e              |                     |                  |
| 2005 | 55e              |                     |                  |
| 2007 | opgave           |                     | opgave           |
| 2008 | 33e              |                     | opgave           |

| Jaar | Amstel Gold Race | Luik-Bast.‑Luik | Ronde van Lombardije |
| ---- | ---------------- | --------------- | -------------------- |
| 2000 |                  |                 |                      |
| 2001 |                  |                 |                      |
| 2003 |                  |                 |                      |
| 2004 |                  |                 |                      |
| 2005 |                  |                 |                      |
| 2007 |                  |                 |                      |
| 2008 | 50e              | 43e             | 65e                  |